# 7776 Такеісі
7776 Такеісі (7776 Takeishi) — астероїд головного поясу, відкритий 20 січня 1993 року.
Тіссеранів параметр щодо Юпітера — 3,588.
Названо на честь Такеісі (яп. たけいし(武石) такеісі).